# 阿圖瓦的菲利普 (1269年)
阿圖瓦的菲利普（法語：Philippe d'Artois，1269年11月—1298年9月11日），羅貝爾二世之子，屬於卡佩王朝的阿圖瓦分支。

## 家庭
1281/82年，菲利普和布列塔尼的布朗歇結婚，兩人共有1子3女：
1. 瑪格麗特（英语：Margaret of Artois）（1285年—1311年）
2. 羅貝爾三世（1287年—1342年）
3. 讓娜（1289年—1350年）
4. 瑪麗（英语：Marie of Artois）（1291年—1365年）